# Oresi Cup
Oresi Cup (známý též jako Turnaj v Tisu) je letní fotbalový turnaj, který se koná od roku 2000 v obci Tis v okrese Havlíčkův Brod. Zúčastňují se jej převážně týmy z druhé ligy. V roce 2010 se firma Oresi stala novým partnerem turnaje.

## Účastníci
- FK Bohemians Praha/Střížkov – 6 účastí (2007, 2008, 2009, 2011, 2012, 2013)
- Graffin Vlašim – 6 účastí (2007, 2008, 2009, 2010, 2011, 2012)
- Vysočina Jihlava – 6 účastí (2005, 2006, 2007, 2008, 2010, 2011); z toho FC Vysočina Jihlava B – 3 účasti (2006, 2007, 2008)

- Viktoria Žižkov – 3 účasti (2009, 2010, 2013)
- Zenit Čáslav – 3 účasti (2005, 2006, 2009)
- Spartak MAS Sezimovo Ústí – 2 účasti (2010, 2011)
- APOS Blansko – 1 účast (2008)
- AS Pardubice – 1 účast (2005)
- Bohemians 1905 – 1 účast (2006)
- Baník Sokolov – 1 účast (2006)
- Loko Vltavín – 1 účast (2013)
- MAS Táborsko – 1 účast (2012)
- Mutěnice – 1 účast (2007)
- Varnsdorf – 1 účast (2013)
- Viktoria Plzeň – 1 účast (2005)

## Dosavadní vítězové
- 2000
- 2001
- 2002
- 2003
- 2004
- 2005 – FC Viktoria Plzeň
- 2006
- 2007
- 2008 – FK Bohemians Praha
- 2009 – FK Viktoria Žižkov
- 2010 – FC Graffin Vlašim
- 2011 – FK Spartak MAS Sezimovo Ústí
- 2012 – FK Bohemians Praha
- 2013 – FK Viktoria Žižkov

## Jednotlivé turnaje
- Oresi Cup 2011
- Oresi Cup 2012
- Oresi Cup 2013